# 잭 커비

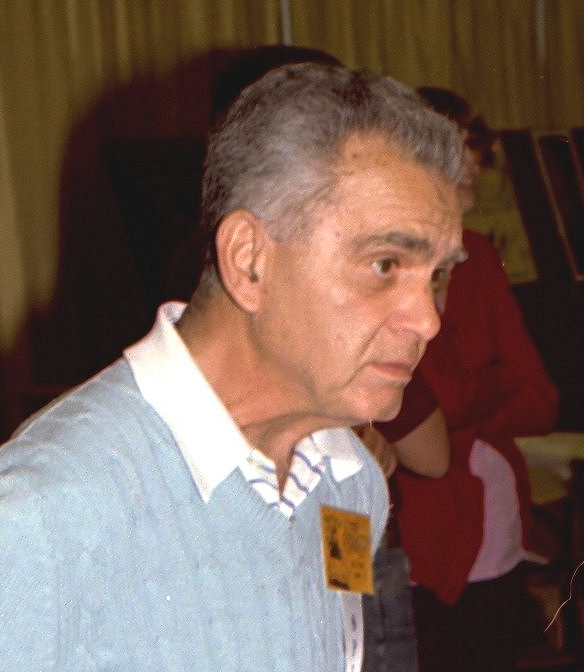
잭 커비 (1982)

잭 커비(영어: Jack Kirby, 1917년 8월 28일 ~ 1994년 2월 6일), 본명 제이콥 커츠버그(영어: Jacob Kurtzberg)는 미국의 만화가로, 만화 매체의 주요 혁신가 중 한 명이자 가장 다작하고 영향력 있는 창작자 중 하나로 널리 인정받고 있다. 뉴욕에서 성장하며 만화와 신문의 만평에서 캐릭터를 따라 그리면서 만화 캐릭터를 그리는 법을 배웠다. 1930년대에 신생 만화 산업에 진출하여 잭 커티스(Jack Curtiss)를 비롯한 여러 필명으로 다양한 만화를 그렸고, 결국 잭 커비라는 이름으로 정착했다. 1940년, 그는 작가겸 편집자인 조 사이먼과 함께 마블 코믹스의 전신인 타임리 코믹스를 위해 대성공을 거둔 슈퍼히어로 캐릭터인 캡틴 아메리카를 창조했다. 1940년대 동안 커비는 정기적으로 사이먼과 팀을 이뤄 타임리 코믹스와 후에 DC 코믹스가 된 내셔널 코믹스 퍼블리케이션즈를 위해 수많은 캐릭터를 만들어냈다.
제2차 세계 대전 중 유럽 전선에서 복무한 후, 커비는 DC 코믹스, 하비 코믹스, 힐맨 퍼리오디컬스 및 다른 출판사들을 위해 작품을 제작했다. 크레스트우드 퍼블리케이션즈에서 그와 사이먼은 로맨스 코믹스 장르를 창조했고, 후에 그들만의 단명한 만화 회사인 메인라인 퍼블리케이션즈를 설립했다. 커비는 1950년대 타임리의 후신인 아틀라스 코믹스에 관여했고, 이는 다음 10년 동안 마블로 발전했다. 1960년대 마블에서 커비는 앤트맨, 어벤저스, 블랙 팬서, 판타스틱 포, 헐크, 아이언맨, 실버 서퍼, 토르, 엑스맨 등 회사의 주요 캐릭터 다수를 공동 창작했다. 커비의 작품들은 높은 판매고와 비평가들의 호평을 얻었지만, 1970년 그는 주로 저작권 인정과 창작자의 권리 영역에서 부당한 대우를 받았다고 느껴 라이벌 회사인 DC로 떠났다.
DC에서 커비는 여러 만화 타이틀에 걸쳐 있는 포스 월드 사가를 창조했다. 이 시리즈들은 상업적으로 성공하지 못해 취소되었지만, 포스 월드의 뉴 갓즈는 DC 유니버스의 중요한 부분으로 계속 남아있다. 커비는 1970년대 중반에서 후반에 잠시 마블로 돌아왔다가 이후 TV 애니메이션과 독립 만화 분야로 진출했다. 말년에 커비는 "만화계의 윌리엄 블레이크"라고 불리며 그의 경력에 대한 업적을 주류 언론으로부터 큰 인정을 받기 시작했고, 1987년에는 윌 아이즈너 만화 명예의 전당에 최초로 헌액된 3인 중 한 명이 되었다. 2017년, 커비는 출판 분야뿐만 아니라 그의 창작물이 월트 디즈니 컴퍼니의 재정적, 비평적으로 성공한 미디어 프랜차이즈인 마블 시네마틱 유니버스의 기반을 형성했다는 이유로 사후에 디즈니 레전드로 선정되었다.
커비는 1942년 로잘린드 골드스타인과 결혼했다. 그들은 네 자녀를 두었고 1994년 그가 76세의 나이로 심부전증으로 사망할 때까지 결혼 생활을 유지했다. 잭 커비 상과 잭 커비 명예의 전당은 그를 기리기 위해 명명되었으며, 그는 만화 매체에 끼친 많은 영향력 있는 공헌으로 인해 만화 팬들 사이에서 "더 킹"(The king, 왕)으로 알려져 있다.